# グレーフェンベルク
グレーフェンベルク (独: Gräfenberg, ドイツ語発音: [ˈgrɛːf̩nberk]) は、ドイツ連邦共和国バイエルン州フォルヒハイム郡（オーバーフランケン行政管区）に属する郡所属市で、グレーフェンベルク行政共同体の本部所在地。

## 地理

### 位置
グレーフェンベルクは、驚くべき標高差を持つ都市で、フレンキシェ・シュヴァイツの南表門となっている。ニュルンベルクの北、重要な塩の交易路であった連邦道B2号沿いに位置する。町の東と北西には大きな採石場があり、市境となっている。
カルカハ川は、歴史的旧市街の西側で急に深い谷を駆け下りる。幅広くなった河川敷にはシュレーバーゲルテン（集団家庭菜園）が設けられている。

### 市の構成
本市は、公式には15の地区 (Ort) からなる。このうち孤立農場などを除く集落を以下に列記する。
| - グレーフェンベルク - グレーフェンベルガーヒュル - グッテンブルク - ハイトホーフ - ヘフレス - ホーエンシュヴェルツ - カスベルク - リリング - ゾレンベルク - トゥイスブルン - ヴァルカースブルン |

## 歴史
グレーフェンベルクは、1172年に初めて文献上で言及される。1333年からニュルンベルクの貴族一門であるハラー家が領主となった。都市権は1371年に授けられた。1567年6月4日、大火が町を襲い、市壁内のあらゆる家屋を焼き尽くした。16世紀になると帝国都市ニュルンベルクがグレーフェンベルクを獲得した。1778年6月8日、激しい雷雨の後、洪水が押し寄せ、多くの市民が亡くなった。帝国代表者会議主要決議の決議により、1803年にこの町はバイエルン領となった。

### 宗教
グレーフェンベルクには、カトリックの聖ミヒャエル教会と、プロテスタント教会がそれぞれ存在する。

## 行政
グレーフェンベルクは、ヒルトポルトシュタインおよびヴァイセノーエとともに行政共同体を形成している。本市の市長はラルフ・クンツマンである。

### 友好都市
- プリンジー （Pringy; フランス、オート＝サヴォワ県） 1987年
- Tiszaföldvár （ハンガリー） 2003年5月1日

## 文化と見所

### 建造物

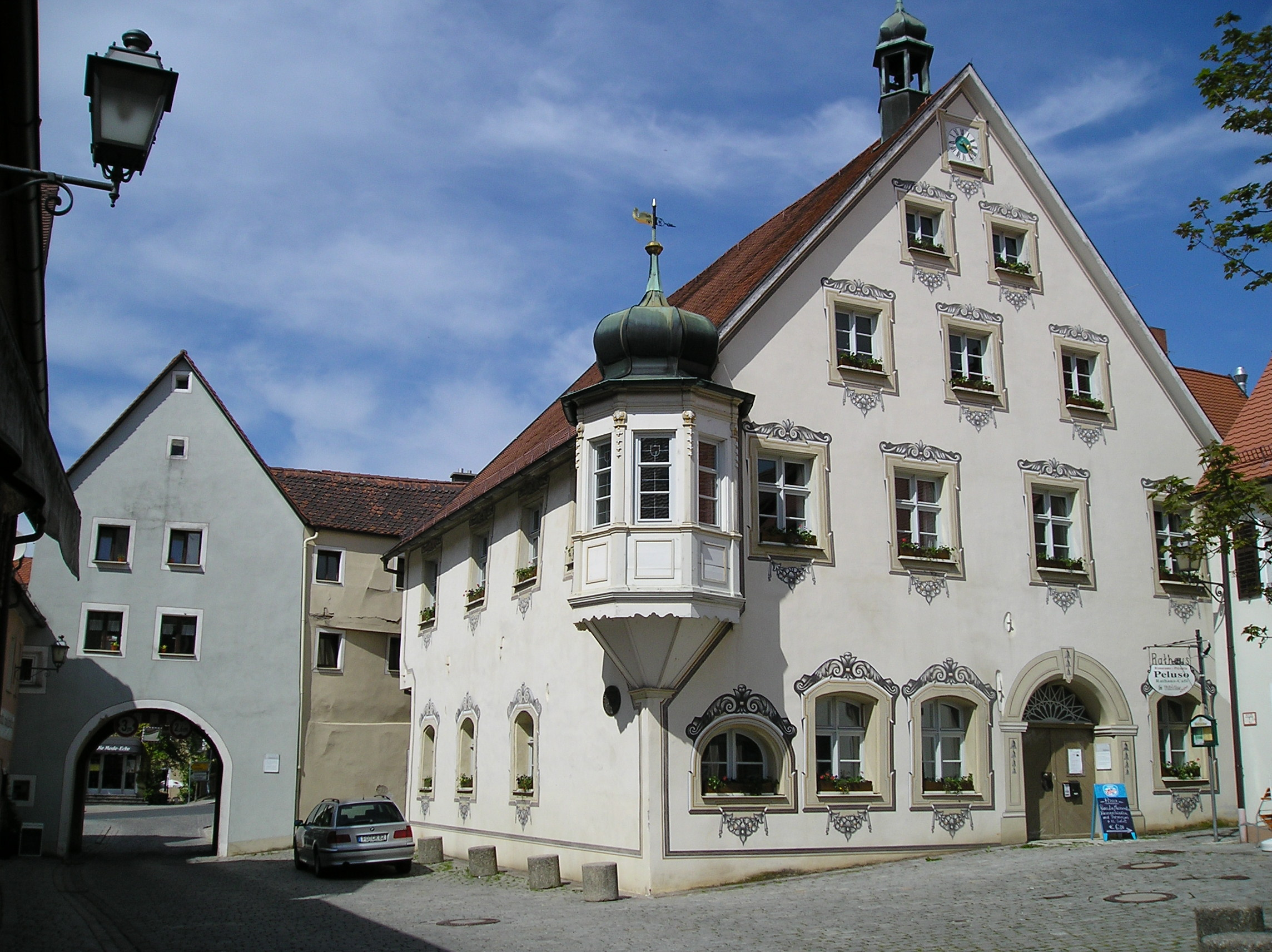
グレーフェンベルクの旧市庁舎

付近の山の麓や頂上から眺める町並みの景観は魅力的である。
グレーフェンベルクの旧市庁舎は、1689年にコンラート・クラマーにより建設され、1871年からはグレーフェンベルクの市庁舎になった。1989年に、この建物は完全に修繕・修復がなされた。

### 天然記念物

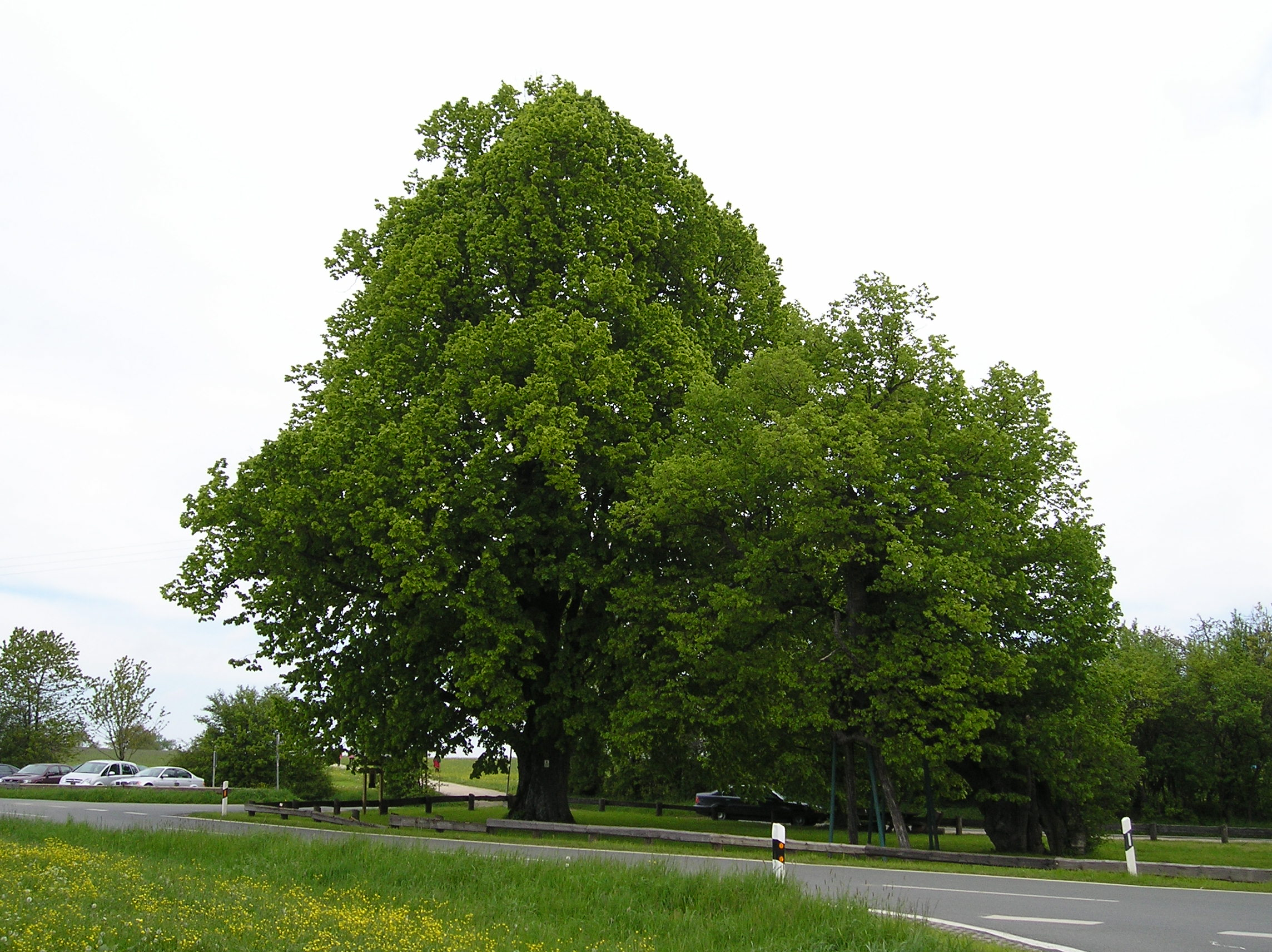
カスベルガー・リンデ

- カスベルガー・リンデ: カスベルク地区のフユボダイジュの木。ドイツで最も古い木の一つ。

### 年中行事

#### 宗教行事
- 白衣の主日（復活祭後、最初の日曜日）は、グレーフェンベルクの堅信礼の日である。
- 8月の第1日曜日には、グレーフェンベルクの教会祭が行われる。
- 9月の第3日曜日には、ヴァルカースブルンの教会とグレーフェンベルクの聖ミヒャエル教会の教会祭が開催される。
- アドベント（クリスマス前の4週間）の第3日曜日は、教会広場で伝統的なクリスマス市が開催される。その傍らでニュルンベルクのクリストキント（Christkind: ドイツで、プレゼントを運ぶとされている子供の天使）のプロローグが開催される。

#### その他の行事
青年センターAREA51では若者の祭典が開催される。
極右のNPDは、1999年から毎年、国民追悼日にグレーフェンベルクの戦役記念碑まで行進を行っている。これに対して、グレーフェンベルク市民や周辺地域の民主主義者たちは、反対集会を開いて、この行進に抗議している。

## 経済と社会資本

### 交通

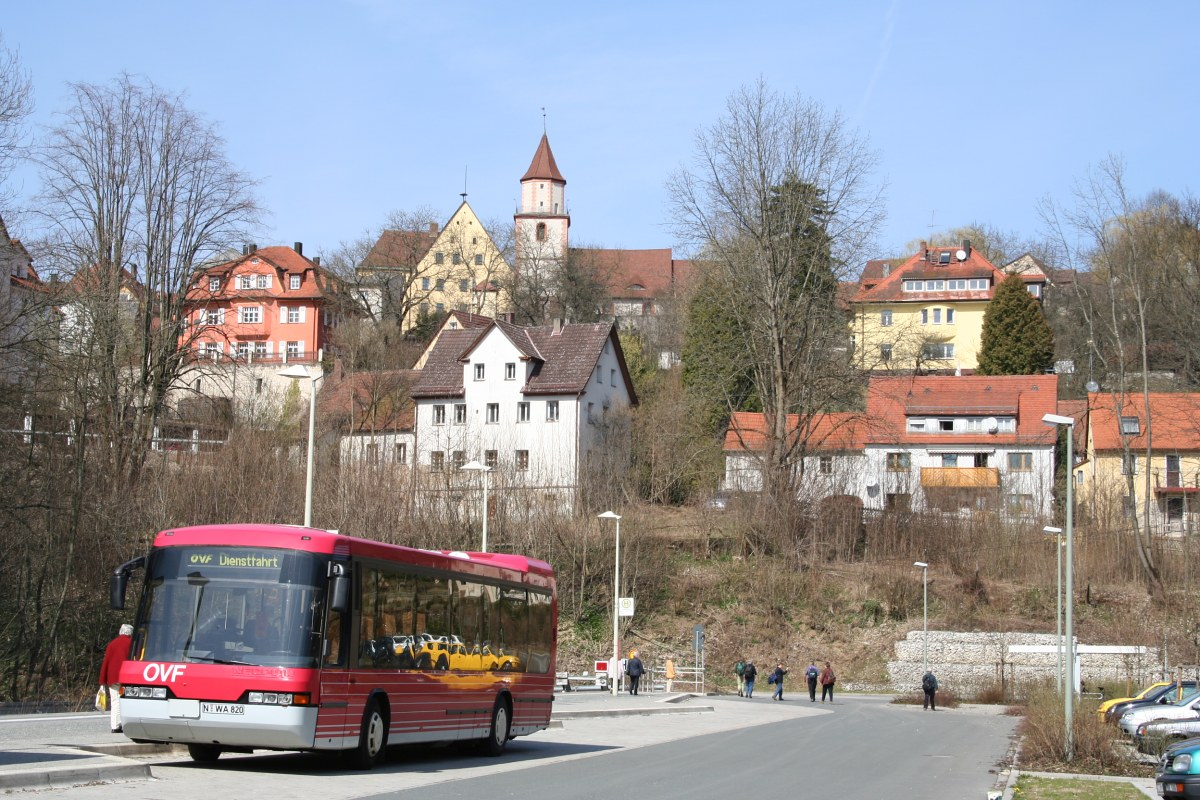
グレーフェンベルク駅。バス乗り場と鉄道のホームは隣接している。

グレーフェンベルクは、ニュルンベルク近郊鉄道RバーンのR21グレーフェンベルク線の終着駅である。この鉄道は週末になると、大勢の行楽客やハイキング客、あるいは田舎のビール醸造所やビアガーデンを訪れる人をグレーフェンベルクに運んでくる（ニュルンベルク北東駅から約21分）。この町はまた、連邦道B2号のニュルンベルクとペグニッツの間に位置している。

## 人物
湾岸戦争時の米軍司令官として有名なノーマン・シュワルツコフの先祖は、この地の出身である。

## 引用
1. ↑  https://www.statistikdaten.bayern.de/genesis/online?operation=result&code=12411-003r&leerzeilen=false&language=de Genesis-Online-Datenbank des Bayerischen Landesamtes für Statistik Tabelle 12411-003r Fortschreibung des Bevölkerungsstandes: Gemeinden, Stichtag (Einwohnerzahlen auf Grundlage des Zensus 2011)
2. ↑  Max Mangold, ed (2005). Duden, Aussprachewörterbuch (6 ed.). Dudenverl. p. 372. ISBN 978-3-411-04066-7
3. ↑  Bayerische Landesbibliothek Online